# Thoracosaurus
Thoracosaurus is een geslacht van uitgestorven gavialen. Fossiele overblijfselen zijn gevonden in New Jersey en dateren uit het Laat-Krijt en Vroeg-Paleoceen. Het geslacht telt de twee soorten Thoracosaurus glyptodon en Thoracosaurus neocesariensis.

## Uiterlijke kenmerken
Thoracosaurus had al dunnere kaken dan zijn voorouder Eothoracosaurus en leek al meer op een gaviaal. Hij had net als Eothoracosaurus nog kenmerken met leden van de familie der Crocodylidae gemeen zoals de positie van de neusgaten, de tanden en het brede achterhoofd. De lange kaken hadden veel weg van die van de moderne gaviaal, maar Thoracosaurus leek waarschijnlijk het meest op een onechte gaviaal of Tomistoma, alhoewel de kaken iets dunner waren. Het gebit laat zien dat Thoracosaurus zowel een viseter is als de moderne gaviaal, als vleeseter.

## Levenswijze
Net als Eothoracosaurus leefde Thoracosaurus in zee, maar ook in zoet of brak water. Hij at vis en vlees. Prooien sleurde hij misschien net als de moderne nijlkrokodil van de waterkant het water in. Thoracosaurus kon dit echter alleen met kleine dieren doen omdat de kaken erg dun waren en anders konden breken. Het kan ook zijn dat hij aas at. Het nestgedrag van Thoracosaurus was waarschijnlijk vergelijkbaar met dat van een moderne gaviaal.

## Classificatie
Thoracosaurus was waarschijnlijk de tussenvorm van de zeer primitieve gaviaalachtigen, als Eothoracosaurus, naar meer geavanceerde gaviaalachtigen als Eosuchus, Eogavialis en de moderne gaviaal. Binnen de gavialidae was hij het nauwst verwant met Eothoracosaurus, wiens naam voor Thoracosaurus betekent.

## Ecologie
Thoracosaurus leefde van het Laat-Maastrichtien tot Laat-Danien. In het Laat-Maastrichtien leefde hij samen met leden van de familie der Mosasauridae, varaanachtige hagedissen die zich aangepast hadden aan het leven in het water, en andere zeereptielen, maar 65 miljoen jaar geleden stierven die plotseling uit. Hierna begonnen zich de eerste grotere zoogdieren te ontwikkelen en leefde Thoracosaurus samen met dieren als de krokodilachtige Champsosaurus en de gaviaal Borealosuchus die beiden de uitsterving overleefd hadden.